# Meracanthomyia intermedia
Meracanthomyia intermedia är en tvåvingeart som beskrevs av Hardy 1973. Meracanthomyia intermedia ingår i släktet Meracanthomyia och familjen borrflugor. Inga underarter finns listade i Catalogue of Life.